# Oknozubky
Oknozubky (Micrognathozoa) jsou velmi drobní bezobratlí živočichové žijící v prameništích potoků v chladných oblastech.

## Stavba těla
Oknozubky se s délkou těla méně než 150 mikrometrů řadí mezi nejmenší známé mnohobuněčné živočichy. Tělo má protáhlý tvar, hřbetní strana je krytá destičkami, na břišní straně se nachází složené bičíky, pomocí kterých se živočich pohybuje. Na celém těle se také nacházejí dlouhé smyslové brvy.
Nápadným znakem, podle kterého je celá skupina i pojmenována, je rozsáhlý a složitý čelistní aparát, který se skládá z rozmanitých destiček a dalších součástí pokrytých kutikulou. Je podobný mastaxu vířníků.
Trávicí dutina je zakončena slepě, vylučování a osmoregulaci zajišťují protonefridie. Rozmnožovací soustava je jednoduchá, tvořená dvěma vaječníky. Doposud byly nalezeny jen samice, proto se předpokládá, že se oknozubky rozmnožují partenogeneticky, další možností je proterandrický hermafroditismus.

## Zástupci a systematické zařazení
Celá skupina oknozubky je vymezená na základě popisu jediného známého druhu, Limnognathia maerski. Jedinci tohoto druhu byli dosud nalezeni pouze na dvou lokalitách - na ostrově Disko u pobřeží Grónska a na subantarktických Crozetových ostrovech.
Oknozubky jsou obvykle považovány za samostatný kmen. Na základě morfologie a také analýzy DNA jsou považovány za příbuzné vířníků a vrtejšů a jsou spolu s nimi řazeny do nadkmenové skupiny Gnathifera (čelistovci).